# Lorenci
Lorenci je priimek več znanih Slovencev:

## Znani nosilci priimka
- Breda Lorenci - Babošek (*1951), atletinja, skakalka v višino
- Glorija Lorenci, novinarka Večera
- Janko Lorenci (*1943), novinar in publicist
- Jernej Lorenci (*1973), gledališki režiser in predavatelj na AGRFT
- Milan Lorenci (*1939), atletski trener, športni delavec
- Minca Lorenci (*1981), igralka
- Mirko Lorenci - Loj (1946−2012), novinar